# Paweł Dombek
Paweł Dombek niem. Paul Dombek (ur. 15 sierpnia 1865 w Bytomiu, zm. 11 października 1925 w Krakowie) – polski polityk, dziennikarz, burmistrz, poseł do Reichstagu w latach 1912–1918 , poseł na Sejm Ustawodawczy w latach 1919–22.

## Życiorys
Urodził się jako syn Wincentego majstra szewskiego oraz Marii z d. Stefańskiej. Miał młodszego brata Bernarda. W latach 1877–84 uczył się w gimnazjum w Bytomiu po ukończeniu, którego odbył praktykę w kopalni Nowa Helena koło Szarleja, która trwała 15 miesięcy . 
Od 5 stycznia 1896 roku pełnił funkcję drugiego prezesa Towarzystwa Gimnastycznego „Sokół” w Bytomiu.
Zmarł w nocy z 10/11 października 1925

## Publicystyka
Był redaktorem "Generalanzeiger" w Raciborzu, a potem "Grenzzeitung" oraz "Katolika". Od 1886 został dziennikarzem kilku śląskich tytułów prasowych - "Dziennika Śląskiego", "Pracy", "Kuriera Śląskiego". Był również autorem kilku broszur politycznych oraz powieści:
- "Co robotnik winien wiedzieć o zabezpieczeniu na starość i niemoc",
- "10 lat pracy społecznej Związku Wzajemnej Pomocy",
- powieści "Pomsta Boża". Obrazy na tle historycznym z niedawnej przeszłości (1905, publ. anonimowa).